# Delta Reticuli
Delta Reticuli (δ Reticuli) é uma estrela na constelação de Reticulum. É visível a olho nu com uma magnitude aparente de 4,57, possuindo uma coloração fortemente avermelhada com um índice de cor B-V igual a 1,62. Com base em sua paralaxe medida pela sonda Gaia, está localizada a uma distância de aproximadamente 540 anos-luz (166 parsecs) da Terra.
Esta é uma estrela gigante vermelha com um tipo espectral de M1.5III. No diagrama HR, encontra-se no ramo assintótico das gigantes, o que indica que está na fase final de sua evolução e já concluiu as fases de queima de hidrogênio e hélio no núcleo. Possui um raio equivalente a 80 vezes o raio solar e está irradiando de sua atmosfera cerca de 1300 vezes a luminosidade solar a uma temperatura efetiva de 3 610 K. Não possui estrelas companheiras conhecidas.
O General Catalogue of Variable Stars inclui Delta Reticuli em sua lista de estrelas variáveis suspeitas. O International Variable Star Index, da AAVSO, lista a estrela como uma variável irregular lenta do tipo LB com uma variação de magnitude entre 4,54 e 4,60.